# Cantua Creek
Cantua Creek és una concentració de població designada pel cens dels Estats Units a l'estat de Califòrnia. Segons el cens del 2000 tenia 655 habitants.

## Demografia
Segons el cens del 2000, Cantua Creek tenia 655 habitants, 141 habitatges, i 131 famílies. La densitat de població era de 66,7 habitants/km².
Dels 141 habitatges en un 66,7% hi vivien nens de menys de 18 anys, en un 80,1% hi vivien parelles casades, en un 3,5% dones solteres, i en un 6,4% no eren unitats familiars. En el 2,8% dels habitatges hi vivien persones soles el 2,8% de les quals corresponia a persones de 65 anys o més que vivien soles. El nombre mitjà de persones vivint en cada habitatge era de 4,51 i el nombre mitjà de persones que vivien en cada família era de 4,52.
Per edats la població es repartia de la següent manera: un 36,5% tenia menys de 18 anys, un 14,5% entre 18 i 24, un 29,6% entre 25 i 44, un 16,2% de 45 a 60 i un 3,2% 65 anys o més.
L'edat mitjana era de 24 anys. Per cada 100 dones de 18 o més anys hi havia 132,4 homes.
La renda mitjana per habitatge era de 26.484 $ i la renda mitjana per família de 26.484 $. Els homes tenien una renda mitjana de 0 $ mentre que les dones 26.250 $. La renda per capita de la població era de 5.693 $. Entorn del 26,7% de les famílies i el 38,1% de la població estaven per davall del llindar de pobresa.

## Poblacions properes
El següent diagrama mostra les poblacions més properes.